# Andreas Seiferth
Andreas Seiferth (Berlín, 23 de junio de 1989) es un jugador alemán de baloncesto. Mide 2,09 metros de altura y ocupa la posición de Pívot. Pertenece a la plantilla del Bayern Múnich (baloncesto) de la BBL alemana. Es internacional absoluto con Alemania.

## Carrera profesional
Seiferth inició su carrera en el BBC Berlín y en el Basket Bären, de su Marzahn natal, que ahora están fusionados. En 2006 se unió al equipo junior del ALBA Berlín de la liga de baloncesto juvenil y también jugó en el TuS Lichterfelde de la 2.Basketball Bundesliga. En la temporada siguiente fue jugador del primer equipo del TuS Lichterfelde de la ProB. Después del descenso del Berlín II en 2008 y del retiro del equipo de la NBBL se unió al Equipo Regional del ALBA y también jugó en el primer equipo. Con el equipo regional en 2010 logró el ascenso a la ProB. Mientras solo tenía breves apariciones en el primer equipo, fue nombrado "Joven del Año" de la ProB 2010/11. En la temporada 2011-2012 su exentrenador en la NBBL, Henrik Rödl, se lo llevó al TBB Trier de la Basketball Bundesliga.
Después de tres años en Trier, donde en su última temporada fue el segundo máximo anotador del equipo con 11.8 puntos por partido y el máximo reboteador del equipo, Seiferth jugó en la temporada 2014-2015 en el Artland Dragons. No terminó de cuajar en Quakenbrück y fue un jugador de rotación, pero promedió 7.3 puntos (58% de tiros de 2) y 3.1 rebotes por partido. Tras el descenso administrativo del equipo, fue liberado de su contrato.
En 2015 firmó por un año con el Bayern Múnich (baloncesto).

## Selección nacional
Seiferth disputó el Eurobasket 2013 en Eslovenia a las órdenes de Frank Mentz y también ha disputado la fase de clasificación para el Eurobasket 2015.